# Stemma della provincia di Avellino
Lo stemma della provincia di Avellino è costituito da uno scudo sannitico troncato di rosso e d'argento con, nella metà rossa, una corona mentre lo scudo è a sua volta timbrato da una corona marchionale.

## Blasonatura

Bandiera provinciale

Lo stemma, riconosciuto con decreto del Capo del Governo del 14 marzo 1938, ha la seguente blasonatura:

Gonfalone della provincia

Il capo del Littorio venne poi abolito nel 1944 con il D.L.Luog. del 10 dicembre. Con lo stesso decreto del 1938 fu riconosciuto il gonfalone:
La descrizione della bandiera, concessa con D.P.R. del 24 febbraio 2003, è la seguente:

## Storia
Nonostante alcuni storici facciano rimontare l'origine dello stemma della provincia del Principato Ultra (riutilizzato poi dall'attuale provincia di Avellino) all'epoca longobarda e ad Arechi II, in realtà le prime prove risalgono al Seicento, più di tre secoli dopo l'istituzione della provincia da parte di Carlo I d'Angiò (1287). Il motivo di questa mancanza di prove è dovuta al fatto che le province non godevano di autonomia amministrativa e quindi non emettevano atti sul quale l'arme potesse venire utilizzata. La prima descrizione dello stemma compare nell'opera Descrittione del Regno di Napoli… (1601) di Scipione Mazzella:

Grande stemma di Giuseppe Bonaparte, Re di Napoli

Un secolo dopo il Pacichelli in Il Regno di Napoli in prospettiva diviso in dodici provincie… precisa che «Allude al suo titolo fastosi (di Principato) l'arma della Corona d'oro»; in realtà la corona contenuta nello scudo potrebbe anche alludere all'origine della monarchia meridionale, essendo avvenuto ad Avellino o poco lontano, sulle rive del Sabato, l'incontro dell'ottobre 1130, tra Ruggero il Normanno e l'antipapa Anacleto II, che tramite una bolla conferiva a Ruggero il titolo di re di Sicilia.
Lo stemma fu rappresentato, insieme a quelli delle altre undici provincie del Regno, nel gran salone di Castel Capuano a Napoli (opera settecentesca di Antonio Cacciapuoti) e nelle sale della Reggia di Caserta; inoltre compare nello stemma reale di Giuseppe Bonaparte (anche qui insieme ai blasoni delle altre province del Regno, ora quattordici in totale).
Nel 1938 lo stemma fu riconosciuto ufficialmente e porta, in alternativa alla corona da provincia italiana, quella principesca basata sulla «ragione storica […] dalla stessa denominazione di Principato» così come sostenuto dal Pacichelli; il capo del Littorio fu inserito in ossequio al decreto n. 1440 del 12 ottobre 1933 poi abrogato dal Decreto luogotenenziale del 10 dicembre 1944.